# Philodendron zhuanum
Philodendron zhuanum är en kallaväxtart som beskrevs av Thomas Bernard Croat. Philodendron zhuanum ingår i släktet Philodendron och familjen kallaväxter. Inga underarter finns listade.